# Алейсандре, Висенте
Висе́нте Алейса́ндре-и-Ме́рло (исп. Vicente Pío Marcelino Cirilo Aleixandre y Merlo, 14 (26) апреля 1898, Севилья — 14 декабря 1984, Мадрид) — испанский поэт, представитель «поколения 27 года». Лауреат Нобелевской премии по литературе 1977 года «За выдающееся поэтическое творчество, которое отражает положение человека в космосе и современном обществе и в то же время представляет собой величественное свидетельство возрождения традиций испанской поэзии в период между мировыми войнами».

## Биография
Висенте Алейсандре родился 14 (26) апреля 1898 года  в Севилье  в семье железнодорожного инженера.
В 1909 году семья переехала в Мадрид. 
В 1914 году поступил на юридический факультет Мадридского университета.
В 1917 году знакомится с молодым поэтом, будущим выдающимся филологом-испанистом Дамасо Алонсо, открывает для себя стихи Рубена Дарио.
В 1920 году окончил университет по специальности «торговое право». Преподавал в торговой школе, служил по ведомству Андалусских железных дорог, начал печатать экономические заметки в столичном «Финансовом еженедельнике». В севильском журнале «Греция» появляется (ещё под псевдонимом) первое стихотворение Алейсандре.
В 1925 году у поэта обнаруживается тяжёлый туберкулез, развивается нефрит, он долгие месяцы прикован к постели (после 1927 практически безвыездно живёт в деревенском доме в селении Мирафлорес к северу от Мадрида).
В 1926 году публикуется цикл из пяти стихотворений Алейсандре в журнале Ортеги-и-Гассета «Ревиста де Оксиденте».  В 1927 году он знакомится с Федерико Гарсиа Лоркой. В 1928 году выходит его первая книга стихов «Округа», он открывает для себя труды Фрейда, стихи Лотреамона, произведения и манифесты французских сюрреалистов. В 1932 году выходит книга стихов «Клинки словно губы».
В 1933 году получил Национальную премию по литературе за сборник эротических стихов «Разрушение или любовь».
В 1935 году в Мехико публикуется сборник поэтической прозы «Земная страсть» («здесь скрыта вся моя позднейшая поэзия», писал Алейсандре). Выходит книга лирики «Гибель или любовь»; обе книги отмечены сильным влиянием сюрреализма.
В 1936 году стихи Алейсандре «Безымянный ополченец» и «Расстрелянный», написанные в манере народных романсов, становятся фронтовыми листовками. На смерть Лорки Алейсандре откликается элегией «Погребённый».
После перерыва в 1944 году выходит новый сборник стихов «Тень рая», затем в 1950 году сборник стихов «Один на один с миром».
В 1949 году избран членом Испанской королевской академии.
Появляются новые произведения — книга стихов «Последнее рождение» (1951), сборник лирики «История сердца» (1954), книга «Некоторые черты современной испанской поэзии» (1955), сборник эссе о писателях-современниках «Встречи» (1958).
В 1962 году получил Премию испанской критики за сборник стихов «В обширных владениях». Подписывает коллективный манифест против репрессивной политики Франко.
В 1965 году появляется сборник стихов «Именные портреты».
В 1968 году выходит книга «Стихи завершения» получившая Премию испанской критики, сборник эссе писателей и литературных критиков мира «В честь Висенте Алейсандре» и первое «Полное собрание сочинений» Алейсандре (в одном томе).
В 1974 году Премия испанской критики за сборник стихов-диалогов «Беседы о познании».
В 1977 году Нобелевская премия по литературе (Алейсандре, который по состоянию здоровья не может приехать в Швецию, представляет его друг, испанский поэт Хусто Хорхе Падрон). Выходит второе «Полное собрание сочинений» поэта.
14 декабря 1984 — скончался в Мадриде, похоронен на кладбище Альмудена.
Бисексуальность Алейсандре была хорошо известна его кругу друзей, но он никогда не признавался в этом публично. У него были длительные любовные отношения с поэтом Карлосом Боусоньо.

## Публикации на русском языке
- Стихи // Иностранная литература, 1979, № 5.
- Стихи // Поэты — лауреаты Нобелевской премии. М.: Панорама, 1997, с. 362-383
- Стихи // Иностранная литература, 2003, № 5, с. 140-143